# Фида
Светска шаховска федерација (фр. Fédération Internationale des Échecs, енгл. World Chess Federation), познатија као верз. скр. ФИДЕ или верб. скр. Фида) основана је у Паризу 20. јула 1924. године. Међународни олимпијски комитет (МОК) признаје ФИДЕ као врховно тело које је одговорно за ширење у унапређење шаховске културе, међународну сарадњу, за организацију шаха и шаховских шампионата на глобалном и континенталном нивоу.
Протокол о оснивању ФИДЕ, која обједињује националне шаховске федерације сачињен је 22. јула 1924. године, а потписали су га предствници 15 земаља Аргентине, Белгије, Канаде, Шпаније, Финске, Француске, Уједињеног Краљевства, Холандије, Мађарске, Италије, Пољске, Румуније, Швајцарске, Чехословачке и Југославије. У име Југославије протокол је потписао Јаков Овадија, шаховски аматер, организатор и писац из Београда. За првог председника изабран је Александер Риб из Холандије, који је на тој функцији остао до 1949. године. Његов наследник је био Фолке Рогард из Шведске од 1940. до 1970, а на конгресу ФИДЕ 1970. у Зигену (Западна Немачка) за председника је изабран бивши светски првак Макс Еве из Холандије, што је поновио и на конгресу у Ници 1974. године.
У прве две деценије свога пословања Фиде је углавном своју активност усмеравала на организовање шаховских олимпијада (екипних светских првенстава), а на систем појединачног такмичења за првенство света није тада имала никакав утицај. Велика слабост ФИДЕ била је у томе што није окупљала велики број земаља чланица, а посебно што је ван чланства био СССР, тада већ неспорно велика шаховска сила.
Пошто је призната за међународну организацију 1989. године, МОК је у јуну 1999. признао ФИДЕ као међунардону спортску федерацију.
И пре оснивања ФИДЕ, шах је вековима постојао као такмичарски спорт. Пореклом из Индије и околних азијских земаља, шах је у својој преко 2000 година дугој историји претрпео низ промена чија су се правила усталила у 15. веку. У ранијим временима није било општих шаховских закона нити јединствених правила за међународна такмичења; једино правило је било да је шах отмен спорт у коме се од играча очекивала одређена етикеција и лепота игре.
Данас је ФИДЕ, са 161 земљом чланицом, једна од најдинамичнијих спортских организација на свету. Она спаја жене и мушкарце различитих раса, вера и политичких уверења у заједничком циљу развоја шаха међу милионима шахиста широм света. Њен мото је лат. Gens una sumus (Један смо род, Сви смо један народ).
Сврха и циљ ФИДЕ је ширење и развој шаха међу свим народима света, као и подизање шаховске културе и знања на спортској, научној, креативној и културној основи.
ФИДЕ доноси шаховска правила и организује шаховске олимпијаде, светске шампионате и друга такмичења под њеним окриљем. Она додељује међународне шаховске титуле велемајстора, интернационалних мајстора, ФИДЕ мајстора, женских велемајстора, женских интернационалних мајстора, женских ФИДЕ мајстора, међународних судија и друге титуле.
Њен садашњи председник је Кирсан Иљумжинов, који је такође и бивши председник Калмикије, мале руске републике.

## Улога
Највидљивија активност Фиде је организовање Светског првенства у шаху од 1948. Фида такође организује светска првенства за жене, јуниоре, сениоре и особе са инвалидитетом. Још један водећи догађај је Шаховска олимпијада, двогодишњи шаховски турнир који се организује од 1924. године, на коме се такмиче национални тимови. У наизменичним годинама, Фида организује и Светско екипно првенство, на коме се такмиче најбољи тимови са претходне Олимпијаде.
Фида је призната од стране Међународног олимпијског комитета (МОК) као врховно тело одговорно за организацију шаха и његових шампионата на глобалном и континенталном нивоу. Остале турнире не надзире директно Фида, али они углавном поштују правила и прописе Фиде. Неке националне шаховске организације као што је Шаховска федерација САД имају правила која се у мањој мери разликују од фидиних правилима.
Фида дефинише правила шаха, како за појединачне партије (тј. табла и потези), тако и за вођење међународних такмичења. Међународна правила такмичења су основа за локална такмичења, иако је локалним органима дозвољено да модификују ова правила у извесној мери. Фида додељује бројне организационе титуле, укључујући звање међународног арбитра, што значи да је прималац компетентан и да му се верује да надгледа такмичења врхунске класе.
Фида израчунава Ело рејтинге играча и додељује титуле за достигнућа у такмичарској игри, као што је титула велемајстора. Она такође додељује звања састављачима и решавачима шаховских проблема и студија.
Фида финансира и управља теренским програмима, као што је програм Шах за слободу и наградама као што је, од 2020. године, Награда Светозар Глигорић за фер плеј.
Буџет Фиде за 2022. био је 12,84 милиона евра, што је повећање у односу на буџет за 2021. који је износио 4 милиона евра. Приходи су првенствено од права на турнире као што су Олимпијада и Светско првенство, од разних накнада и провизија, као и од корпоративних спонзорстава и донација.

## Службени језици ФИДЕ
ФИДЕ признаје шест службених језика:
- енглески језик (који је и радни језик)
- немачки језик
- француски језик
- шпански језик
- руски језик
- арапски језик.

У турнирске табеле се имена играча уписују етимолошки, а имена федерација су међународна. Табеле за ФИДЕ турнире састављају се на енглеском језику, а испод се ставља и текст на националном језику и писму.

## Председници ФИДЕ
- Александер Риб, 1924—1939 | 1946-1949  Холандија
- Август из Муҏoa[19] , 1939-1946     Аргентина
- Фолке Рогард, 1949—1970  Шведска
- Макс Еве,  1970—1978   Холандија
- Фридрик Олафсон, 1978—1982  Исланд
- Флоренсио Кампоманес,  1982—1995  Филипини
- Кирсан Иљумжинов,  1995-2018  Русија
- Аркадиј Дворкович, 2018-.....  Русија

## Земље чланице
ФИДЕ тренутно има 161 земљу чланицу. Овај број се мења, јер се прикључују нове државе, а неке националне федерације се гасе или нису у могућности да измирују своје обавезе према ФИДЕ.
Авганистан, Азербејџан, Албанија, Алжир, Америчка Девичанска Острва, Андора, Ангола, Аргентина, Аруба, Аустралија, Аустрија, Бахама, Бахреин, Бангладеш, Барбадос, Белгија, Белорусија, Белизе, Бермуда, Боливија, Босна и Херцеговина, Боцвана, Бразил, Британска Девичанска острва, Брунеји Дарусалам, Бугарска, Бурунди, Велс, Венецуела, Вијетнам, Гана, Гватемала, Гернси, Грузија, Грчка, Данска, Доминиканска Република, Египат, Еквадор, Енглеска, Естонија, Етиопија, Замбија, Зимбабве, Израел, Индија, Индонезија, Ирак, Иран, Ирска, Исланд, Италија, Јамајка, Јапан, Јемен, Јерменија, Јордан, Јужна Кореја, Јужноафричка Република, Казахстан, Камбоџа, Канада, Катар, Кенија, Кина, Кинески Тајпех, Кипар, Киргистан, Колумбија, Костарика, Куба, Кувајт, Лаос, Летонија, Либан, Либија, Литванија, Лихтенштајн, Луксембург, Мадагаскар, Мађарска, Макао, Македонија, Малави, Малезија, Малта, Мароко, Маурицијус, Мексико, Мјанмар, Мозамбик, Молдавија, Монако, Монголија, Намибија, Немачка, Непал, Нигерија, Никарагва, Нови Зеланд, Норвешка, Обала Слоноваче, Пакистан, Палау, Палестина, Панама, Папуа Нова Гвинеја, Парагвај, Перу, Пољска, Порторико, Португал, Руанда, Румунија, Русија, Салвадор, Сан Марино, Сејшели, Сијера Леоне, Сингапур, Сирија, Сједињене Америчке Државе, Словачка, Словенија, Сомалија, Србија и Црна Гора, Судан, Суринам, Тајланд, Таџикистан, Тринидад и Тобаго, Тунис, Туркменистан, Турска, Уганда, Узбекистан, Уједињени Арапски Емирати, Украјина, Уругвај, Фарска Острва, Филипини, Финска, Фиџи, Француска, Хаити, Холандија, Холандски Антили, Хонгконг, Хондурас, Хрватска, Чешка Република, Чиле, Џерзи, Швајцарска, Шведска, Шкотска, Шпанија, Шри Ланка.